# Джеймс Мінгус
Джеймс Мінгус (англ. James J. Mingus; нар. 1964, Спенсер, Айова) — американський воєначальник, генерал армії США (2023), 39-й заступник начальника штабу Армії США (з 2023 року). Учасник війн в Афганістані та Іраку.

## Біографія
Джеймс Мінгус прийнятий на службуНаціональної гвардії армії Айови в 1981 році, після вступу на військову службу поступив на навчання до польової артилерії у 1985 році з університету Вайнона і пізніше перейшов у піхоту у 1987 році. Командував від роти до бригади, а також проходив службу на штабних посадах в Армії, Силах спеціальних операцій та об'єднаних міжвидових підрозділах. З 2022 по 2024 рік обіймав посаду директора Об'єднаного штабу. Раніше перебував на посаді директора з питань операцій Об'єднаного штабу з 2020 по 2022 рік. Він навчався у Воєнному коледжі армії США та Вінонському університеті.
У липні 2023 року Мінгус був номінований на підвищення в генерали та призначення заступником начальника штабу армії США.